# L-lizin 6-monooksigenaza (NADPH)
L-lizin 6-monooksigenaza (EC 1.14.13.59, lizinska N6-hidroksilaza, L-lizinska 6-monooksigenaza (NADPH) (nespecifična)) je enzim sa sistematskim imenom L-lizin,NADPH:kiseonik oksidoreduktaza (6-hidroksilacija). Ovaj enzim katalizuje sledeću hemijsku reakciju
-lizin + + + O2 {\displaystyle \rightleftharpoons } 6-hidroksi-L-lizin + + + 2O
Ovaj enzim je flavoprotein (FAD). Enzim iz EN 222 vrste Escherichia coli je visoko specifičan za L-lizin. L-ornitin i L-homolizin nisu supstrati.

## Literatura
- Nicholas C. Price; Lewis Stevens (1999). Fundamentals of Enzymology: The Cell and Molecular Biology of Catalytic Proteins (Third изд.). USA: Oxford University Press. ISBN 019850229X.
- Eric J. Toone (2006). Advances in Enzymology and Related Areas of Molecular Biology, Protein Evolution (Volume 75 изд.). Wiley-Interscience. ISBN 0471205036.
- Branden C; Tooze J. Introduction to Protein Structure. New York, NY: Garland Publishing. ISBN 0-8153-2305-0.
- Irwin H. Segel. Enzyme Kinetics: Behavior and Analysis of Rapid Equilibrium and Steady-State Enzyme Systems (Book 44 изд.). Wiley Classics Library. ISBN 0471303097.
- William P. Jencks (1987). Catalysis in Chemistry and Enzymology. Dover Publications. ISBN 0486654605.

## Spoljašnje veze
- L-lysine+N6-monooxygenase+(NADPH) на 